# Driver 3
Driver 3 (gestileerd als DRIV3R) is een computerspel ontwikkeld door Ubisoft Reflections en uitgegeven door Atari voor de PlayStation 2, Xbox en Windows. Het actie-avonturenspel is uitgekomen in de VS op 21 juni 2004 en in Europa op 25 juni 2004.

## Spel
In het spel neemt de speler de rol aan van John Tanner, een undercover FBI-agent die een grootschalige zaak van autodiefstallen moet ophelderen en de leider zien op te pakken. Het spel is uitgebreid met gedeeltes die te voet worden afgelegd, geweerscenes en drive-by schietpartijen. Naast de hoofdmissies is er een vrij-rijden-modus aanwezig.
Het spel bevat drie virtuele steden die zijn gebaseerd op Miami, Nice en Istanboel.

## Ontvangst
| Recensiescore             | Recensiescore                 |
| Recensieverzamelaar       | Score                         |
| ------------------------- | ----------------------------- |
| GameRankings              | 41% (PC) 58% (PS2) 60% (X360) |
| Metacritic                | 40% (PC) 57% (PS2) 56% (X360) |
| Publicist                 | Score                         |
| Electronic Gaming Monthly | 7,5                           |
| Eurogamer                 | 3                             |
| Game Informer             | 6                             |
| GameSpot                  | 5,5                           |
| IGN                       | 6,0                           |

Driv3r ontving gemengde recensies, de pc-versie werd echter vrij negatief ontvangen. Men prees het grafische gedeelte, de gameplay, de grootschaligheid van de locaties en spectaculaire crashes.